# Маркуль
Ядерний центр Маркуль (фр. Site nucléaire de Marcoule, відомий ще як CEA VALRHO Marcoule) розташований в муніципалітетах Шуклан та Кодоле, що поблизу міста Баньоль-сюр-Сез в департаменті Ґар (Франція), регіон Коте-дю-Рон (фр. Côtes-du-Rhône). Електростанція розташована приблизно за 25 км на північний захід від м. Авіньйон, на березі річки Рона.
Запущена в дію у 1956 році, атомна електростанція Маркуль згодом розкинула свої корпуси на великій території й її робота керується Комісаріатом атомної енергетики (CEA) та Арева NC. Перші індустріальні та військові експерименти з плутонієм були проведені саме на станції Маркуль. Диверсифікацію атомної електростанції було розпочато у 1970-х шляхом введення в дію реактора Фенікс (прототип реактора-помножувача), який працював до 2009р., після чого він перебуває в стадії очищення від радіоактивних залишків. Протягом 2015-2020 років його планують замінити на охолоджуваний натрієм швидкий реактор ASTRID (англ. Advanced Sodium Technical Reactor for Industrial Demonstration).
З 1995 році, фабрика MELOX стала випускати суміш окисів урану та плутонію MOX, яка використовується для відновлення (збагачення) плутонію у використаному ядерному паливі.  Для цих цілей плутоній надходить з фабрики ядерного перероблення COGEMA La Hague.
Лабораторія ATALANTE (фр. ATelier Alpha et Laboratoires pour ANalyses, Transuraniens et Etudes de retraitement), що належить CEA, проводить дослідження в галузі перероблення ядерного палива та радіоактивних відходів.

## Реактори
| Реактор    | Тип                 | Потужність в мережі | Загальна потужність | Початок будівництва | Кінець зведення | Вступ в дію | Зупинено   |
| ---------- | ------------------- | ------------------- | ------------------- | ------------------- | --------------- | ----------- | ---------- |
| Маркуль G1 | UNGG                | 2 МВт               |                     | 1955                | 07.01.1956      | -           | 15.10.1968 |
| Маркуль G2 | UNGG                | 39 МВт              | 43 МВт              | 01.03.1955          | 22.04.1959      | 22.04.1959  | 02.02.1980 |
| Маркуль G3 | UNGG                | 40 МВт              | 43 МВт              | 01.03.1956          | 04.04.1960      | 04.04.1960  | 20.06.1984 |
| Фенікс     | реактор-розмножувач | 130 МВт             | 142 МВт             | 01.03.1968          | -               | 13.12.1973  | 01.02.2010 |

## Вибух 2011 року
12 вересня 2011 року, у печі для плавлення металічних відходів з низьким рівнем радіоактивності стався вибух, що спричинив смерть однієї людини й поранення чотирьох працівників.  Вибух стався в центрі Centraco, що використовувався на той час компанією Socodei.  Зважаючи на ризик забруднення території фабрики радіоактивних залишками пожежники були встановили навколо неї кордон безпеки.

## Зовнішні посилання
- У Франції на ядерному об'єкті стався вибух [Архівовано 29 вересня 2014 у Wayback Machine.]
- The French Nuclear Safety Authority - French Nuclear Safety Authority [Архівовано 19 вересня 2011 у Wayback Machine.]